# Jarocho

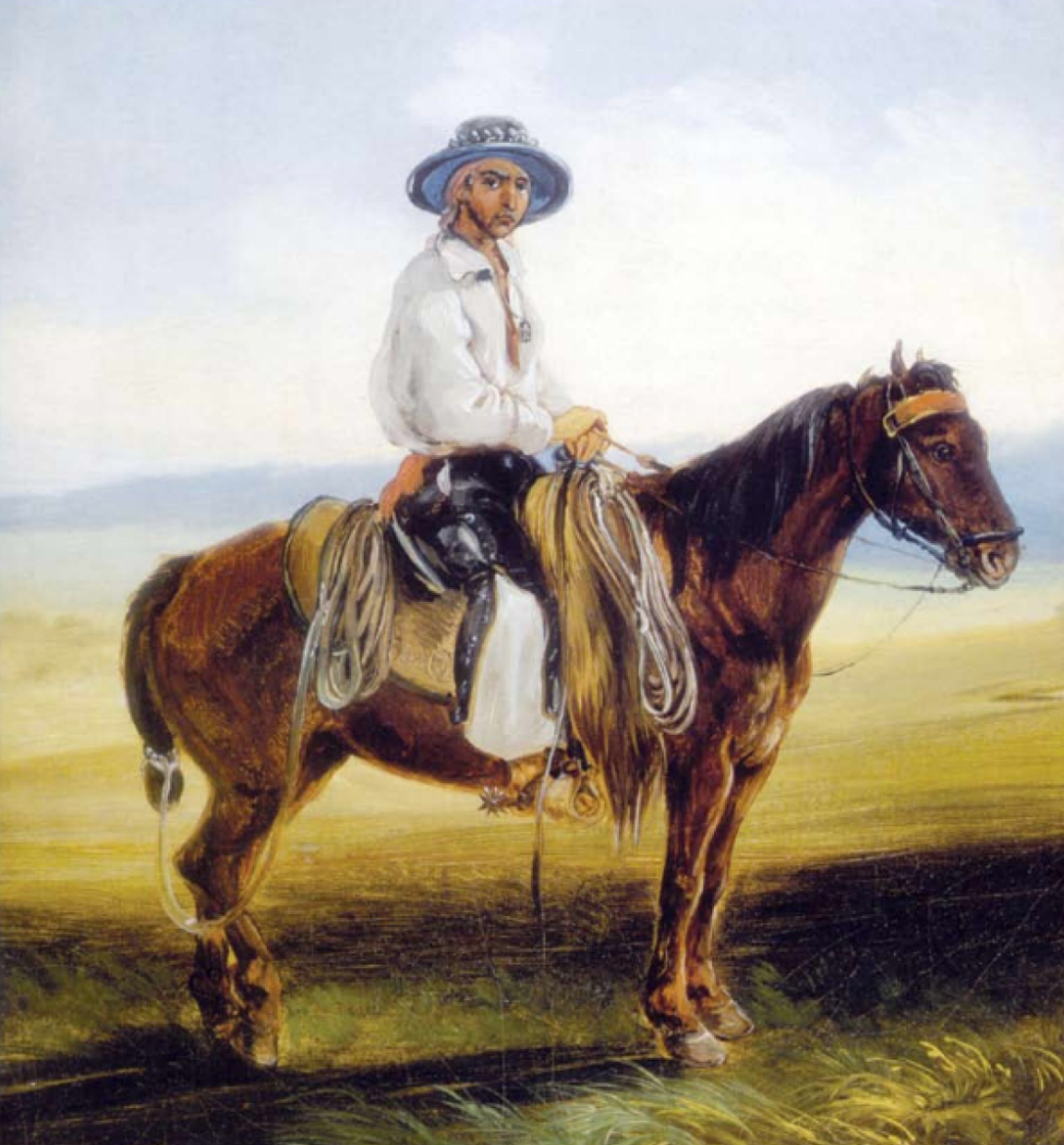
Jarocho de Tierra Caliente (1838)

Jarocho era, originalmente, el hombre de a caballo del campo de Veracruz, que trabajaba en las haciendas de dicho estado, principalmente aquel dedicado al oficio de vaquero y a todo lo relacionado con la ganadería de vacunos.Jarocho era para Veracruz y su “Tierra-Caliente” lo que Ranchero o Charro era para el Altiplano e interior del país. Sinónimo de vaquero, buen jinetey hombre del campo.
Existen también varios registros donde el término aparece pero sin la relación explícita con Veracruz o los habitantes de la costa veracruzana, como un gentilicio genérico para todos los habitantes del campo sin importar procedencia, hecho que lo haría un sinónimo de Ranchero o Charro. El término también se usaba como sinónimo de mulato y negro.
Hoy en día el término ya perdió su significado original, pues ya no está relacionado con la vaquería, jinetes, ganadería o gente del campo. Actualmente “Jarocho” es usado como un gentilicio coloquial para todos los habitantes del estado de Veracruz sin importar su ocupación, así como un apelativo para todo lo relacionado con dicho estado. Pero restringiendo más la acepción de la palabra, se aplica especialmente para los habitantes de la región del Sotavento de Veracruz, y que incluye los municipios de Puente Nacional, Úrsulo Galván, Paso de Ovejas, La Antigua, Soledad de Doblado, Manlio Fabio Altamirano, Veracruz, Cotaxtla, Jamapa, Medellín, Boca del Río y Tlalixcoyan.

## Etimología

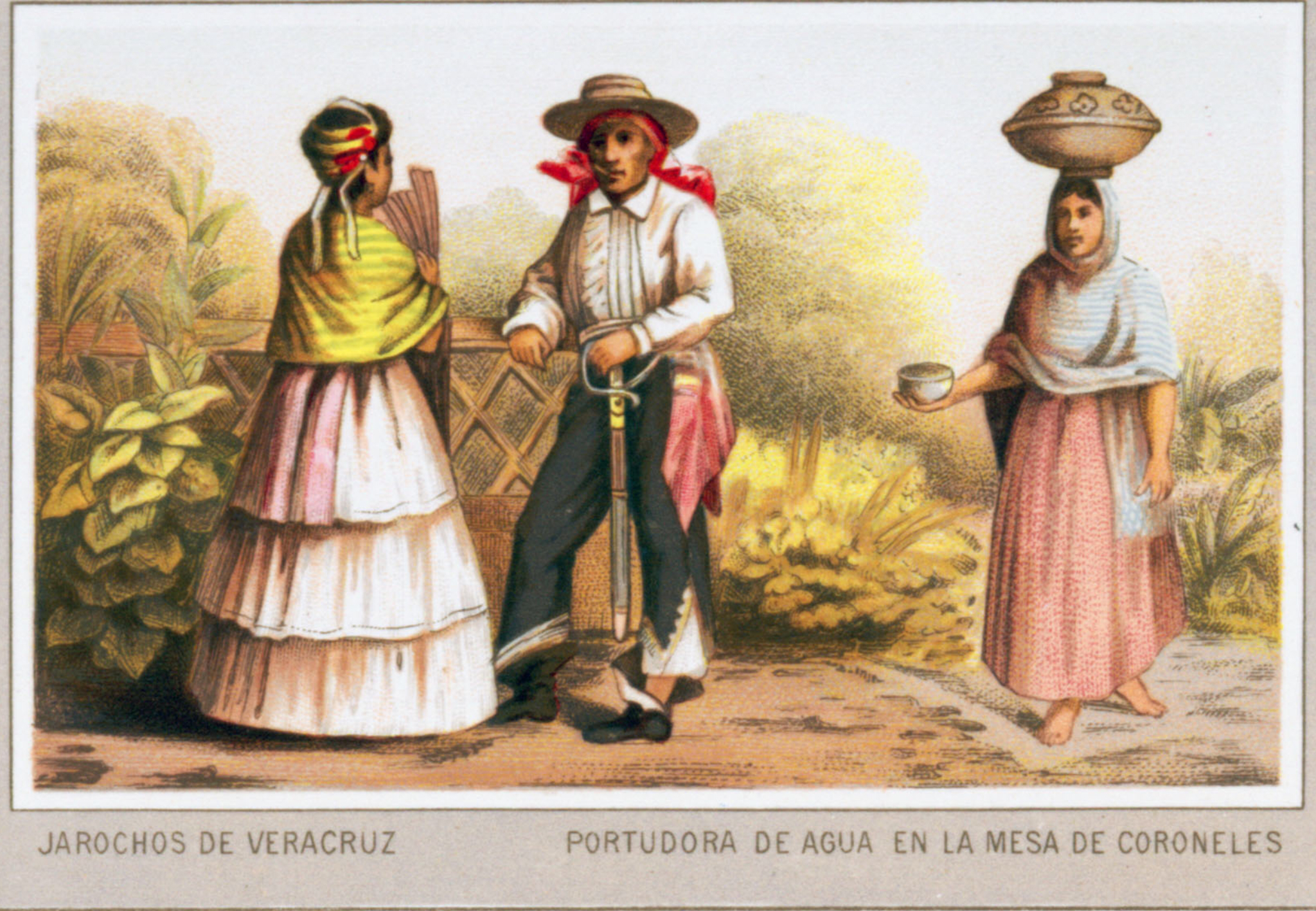
Jarochos de Veracruz (1885).

El escritor francés, Lucien Biart, quien vivió en México (1846 a 1867), relató en 1862 que era la gente del Altiplano (la Tierra-Templada), quienes apodaban así a los vaqueros y ganaderos veracruzanos por usar garrochas, que los mismos veracruzanos llamaban “jarochas”, para el manejo del ganado vacuno:

“Nous rassemblons plus d'un millier de têtes, puis nous cherchons à franchir la savane avec cet immense troupeau pour gagner les premières pentes des montagnes. […] Les conducteurs, dans ces expéditions, sont armés de longues lances nommées jarochas; de là le nom familier de Jarochos qu'on leur donne dans les hautes terres, et que la plupart de mes compatriotes ignorent.”

Reunimos más de mil cabezas, luego intentamos cruzar la sabana con este inmenso rebaño para llegar a las primeras laderas de las montañas. […] Los líderes en estas expediciones, van armados con largas lanzas llamadas jarochas; de ahí el nombre familiar de Jarochos que les dan en el Altiplano, y que la mayoría de mis compatriotas desconocen.

El académico José Miguel Macías propuso en 1885 que jarocho provenía del término arábigo jara, en el sentido de saeta, flecha o lanza, especie de garrocha larga con aguijón en forma de flecha. Los Jarochos, a diferencia de los Charros del interior del país, usaban principalmente una garrocha para el manejo del ganado vacuno, similar a los andaluces. Es probable, según esta teoría, que al usar dicha “jara” o “jarocha”, los vaqueros veracruzanos fueron apodados, de manera despectiva, “Jarochos”, como bien lo menciona Biart.
Por el contrario, el mismo Macías propuso otra teoría que sugería que dicho término podría provenir de jaro, adjetivo que se aplicaba a los puercos que parecían jabalíes por el color rojizo y dureza de sus cerdas. Es probable, según esta otra teoría, que por odio o desprecio se le haya agregado el sufijo -cho para insultar a los hombres de raza negra, mulatos y zambos, que conformaban los hombres del campo, insinuando que eran puercos. La mayoría de la población jarocha estaba conformada por personas de afro-descendencia.
Sin embargo, el profesor cubano-mexicano, Félix Ramos y Duarte, refirió en su —Diccionario de Mejicanismos (1895)— que Jarocho provenía de jara, que, de acuerdo a él, significa pelo o greña, aludiendo a lo “greñudo” de los hombres del campo.

### Uso del Vocablo
Al menos desde el siglo XVIII, el término jarocho ha estado asociado de una forma u otra con la gente del campo. Los casos más antiguos de la palabra que se han podido encontrar, muestran que jarocho era usado como un nombre o gentilicio para la gente del campo, sin importar procedencia geográfica. Dando a entender que era sinónimo de ranchero, charro, o payo.
El registro más antiguo que los académicos han podido encontrar donde la palabra esté específicamente relacionada con Veracruz fue en dos documentos, unas cartas escritas y fechadas el 13 de febrero de 1822, por el gobernador Manuel Rincón al emperador Agustín de Iturbide. En ellas menciona a Mariano Cenobio y Crisanto Castro, capitanes de un ejército de jarochos, para capturar a Guadalupe Victoria, ya que eran amigos de él.

## Historia

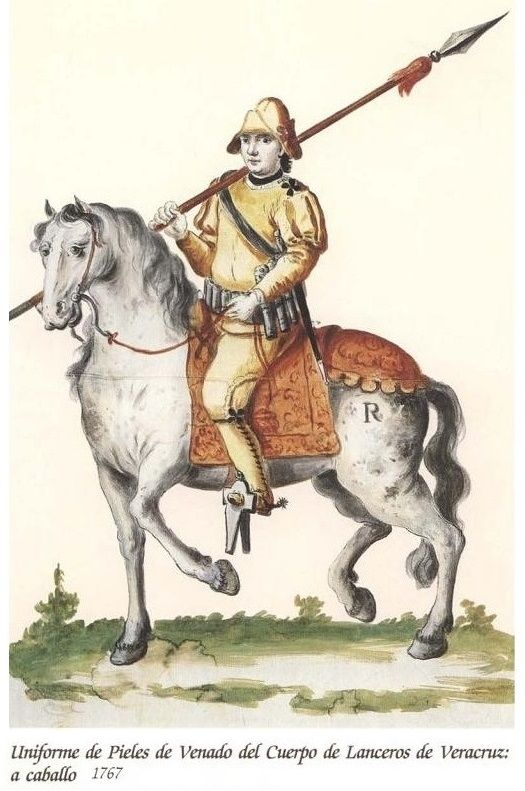
Lancero de Veracruz (1767)

El origen de los Jarochos se remonta al siglo XVI con la introducción de la ganadería de vacunos a Veracruz. Desde sus comienzos, la ganadería en la región tuvo un éxito extraordinario con una rápida multiplicación del ganado, tanto, que el cronista mestizo, Diego Muñoz Camargo, relató en 1585 que, "de la Costa de Pánuco y Nautla que llaman los llanos de Almería, y desde allí las estancias de Putingo y Mazautla y de Veracruz, y otras de tierras calientes de Tlalixcoyan, por la Costa de Cohuatzacoalcos que llegan al río de Grijalva, que es una cosa sinnúmero é increible el ganado que se va criando y aumentando, que si no se ve por vista de ojos no se puede numerar ni encarecer"; solo en la región del Sotavento se estima que hacia el año de 1630, el ganado vacuno se había quintuplicado desde medio millón en 1570 a dos millones y medio de cabezas. Es ahí en donde hombres, principalmente de raza negra, mulatos y zambos, daban sus servicios en las estancias ganaderas trabajando principalmente de vaqueros y mayorales. Estos mismos vaqueros conformaban también las milicias de lanceros que protegían el puerto y la región. Como milicianos, se armaban con las mismas garrochas o lanzas que usaban para el manejo del ganado.
Son a estos vaqueros y milicianos de afro-descendencia de la Tierra-Caliente veracruzana que hacia el siglo xix, una vez consumada la Independencia de México, se les comenzó conocer bajo el término de Jarochos, un mote que se originó a causa de que estos usaban esas lanzas o garrochas, coloquialmente conocidas como jarochas, para el manejo del ganado vacuno.
El político y escritor británico Charles Lempriere relató que los Jarochos eran:

“Los jarochos son mulatos. Todos cabalgan magníficamente y trabajan como vaqueros de los grandes rebaños de ganado que cubren las Tierras Calientes.”

Los Jarochos verdaderos no se dedicaban a la agricultura ni a ninguna otra labor campestre que no fuera la ganadería, pues, de acuerdo al escritor Angel Vélez, estos consideraban dichas labores como monótonas y muy “trabajosas”.
Niceto de Zamacois, historiador y periodista español radicado en México, refirió que los Jarochos eran para Veracruz lo que los Rancheros eran para el interior del país: 

“En las provincias del interior de Méjico, en los territorios fríos y templados, se les da á los hombres del campo que desempeñan sus ocupaciones á caballo, el nombre de "Rancheros", derivado de la voz “Rancho” que se aplica a una hacienda corta de campo, o a una parte de una grande que esta dividida en racherías o ranchos. A los que desempeñan los mismos quehaceres en las haciedas de Veracruz se les da el nombre de "Jarochos".”

Así, pues, los Jarochos eran muy distintos de los Charros, no solo en sus costumbres sino también en sus técnicas para el manejo del ganado como también en su atuendo. 
Los Jarochos no usaban botas vaqueras como los Charros del interior, montando a caballo típicamente descalzos, metiendo solo el dedo gordo en el estribo, e inclinando el cuerpo hacia un lado, descansando un muslo en la silla, y no a horcajadas. Tampoco usaban la típica montura vaquera mexicana que usaban los Charros, sino una montura pesada, tosca, con corazas largas, sin tapaderas en los estribos, y recargada de adornos. La montura tampoco tenía cabeza, pues, como ya se había mencionado, estos no usaban un lazo como herramienta principal, sino una garrocha para el manejo del ganado. Su herramienta secundaria era un lazo, el cual, a diferencia de la reata de los Charros, se llamaba «peal» e iba atado a la cola del caballo, y estaba hecho de cuero crudo torcido, no trenzado, secado al sol y suavizado con sebo; y a diferencia de los Charros del interior, los Jarochos no lo manejaban con destreza y ligereza.
Otra peculiaridad era el uso del machete, su arma predilecta e indispensable, el cual cargaba siempre en una vaina ajustada a su cintura, nunca en su caballo como lo hacía el Charro. Los Jarochos eran conocidos por su agilidad en el manejo del machete, especialmente en esquivar los golpes. Ángel Vélez, escritor veracruzano del siglo XIX, comentaba que el machete era una herramienta y arma indispensable para los Jarochos, y que para ellos el andar sin su machete era peor que andar desnudos.
Gabriel Ferry, escritor y explorador francés que vivió durante diez años en México, relató que para el Jarocho cualquier comentario, por más insignificante que fuera, era suficiente para provocarlo a una pelea:

“Es su amor a la independencia lo que les hace preferir la vida errante del Vaquero y del cazador de caballos, y el machete desempeña un papel importante en todas sus dificultades. El Jarocho preferiría querer la parte más indispensable de su vestido antes que verse privado de la cuchilla larga, afilada y reluciente que lleva en el cinturón. Este sable está generalmente más en la mano del Jarocho que en su cintura. Un pequeño punto de honor, o el comentario más inútil han sido a menudo el medio para provocar las peleas más sangrientas y prolongadas.”

José María Esteva publicó en 1843 un poema titulado —El Jarocho— que comienza: 

Ya pasado Malibran

Camino de Medellin,

Del Espartal al confin,

Cabalga en manco alazan

Compadre Chico Crispin

Natural del Novillero,

Tres mancos allí tenia;

Seis reses en el potrero:

Cerca de la Nevería

Hace oficio de vaquero.

Calzón de pana ajustado

Hasta media pantorrilla,

Con medios lleva abrochado;

Sombrero de medio lado,

Con espejos su toquilla.

## Traje Típico

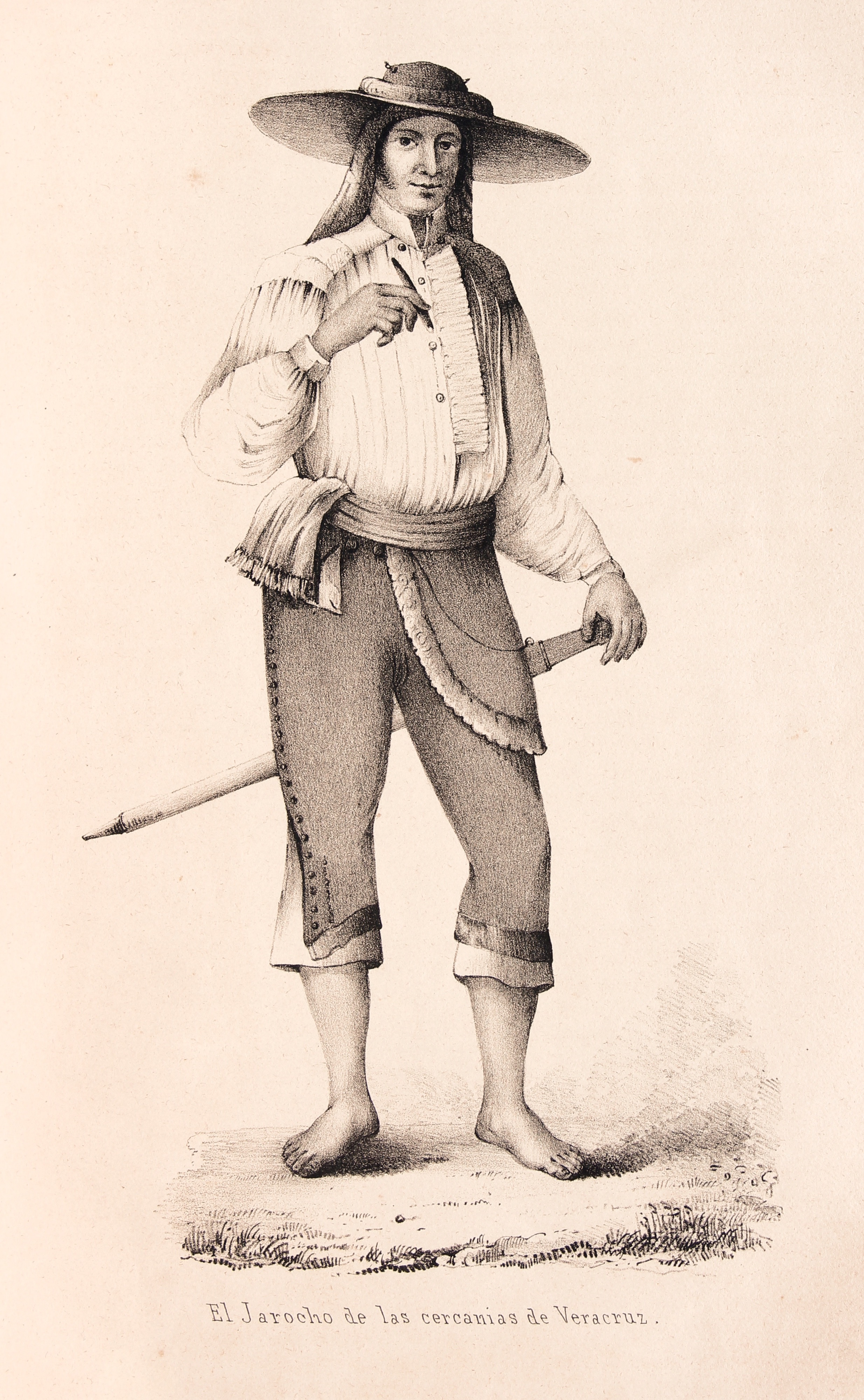
Jarocho de las cercanías de Veracruz (1844)

El traje típico histórico de los Jarochos era muy distinto al de los Charros del interior, y muy distinto del traje Jarocho de hoy. El traje consistía en un sombrero ancho de palma con copa baja y con el ala alzada por detrás. Una camisa blanca de lino con adornos de batista. Unas calzoneras cortas que solo cubrían hasta la rodilla, y abiertas de los lados con botonadura. No usaban botas vaqueras, andando, por lo regular, descalzos, ni tampoco acostumbraban usar espuelas. Solo en tiempos festivos llegaban a usar botines de ala.
Gabriel Ferry refirió que el traje Jarocho por excelencia consistía en: 

“Llevaba en toda su pureza el traje peculiar de esta clase de hombres: sombrero de paja de ala ancha levantada hacia atrás, camisa de lino fino con volantes de batista, sin chaleco encima, pantalones de terciopelo azules de algodón, abiertos a la altura de las rodillas y que caían en punta hasta la mitad de la pierna. De una faja de crespón chino de color escarlata colgaba una espada recta (machete), sin guarda ni funda, cuya hoja afilada y reluciente brillaba al sol. Sus pies, que estaban descalzos, estaban sujetos al estribo de madera sólo por las puntas de los dedos.”

Cuando andaban vaqueando en el monte, su única protección en las piernas eran unas calzas llamadas «Botas Huastecas», una especie de calzoneras anchas, similares a las Chaparreras, hechas de piel de venado curtidas con sesos putrefactos y ahumadas con olotes, para protegerlo de los espinos y culebras, y repeler con el olor putrefacto el pinolillo, garrapatas y otros bichos.
El proceso para manufacturar las «Botas Huastecas» consistía, según un artículo publicado en 1869, en: 

“Las botas, que propiamente son unas pantaloneras, pues no tienen suela, ni se calzan, están formadas de las pie les de dos venados, las cuales se acomodan de manera que el cuello respectivo de cada una, sirva para cubrir las pantorrillas y parte de los muslos, atándose á la cintura con unos cordones del mismo cuero. El modo de preparar la piel es el siguiente: los sesos del animal se guardan hasta que entran en estado de putrefaccion; entonces se le untan á la piel, secada al sol previamente por el lado del pelo, y con una costilla de venado se raspa y se suaviza con un contínuo frotamiento. Cuando ya está suficientemente suave, se le da color con el humo de los olotes de maíz quemado. Esto tiene por objeto impregnar las pieles de un olor fuerte y acre, que impide que las garrapatas se adhieran á ellas. Las botas deben ser muy anchas y formar muchos pliegues y arrugas, tanto porque así las espinas no penetran tan fácilmente, cuanto para escapar de las mordidas de las serpientes cuando hay que atravesar un matorral.”

Lucien Biart mencionó que también vestían, echada sobre los hombros, una camisa de “marinero”, generalmente de lana azul, que se ponían antes del amanecer y después del atardecer. También refirió que algunos Jarochos de antaño de aquellas épocas, se ceñían a vestir un tipo de vestido o túnica larga con mangas que caían hasta los pies y que estaban decoradas en todas las costuras con hilos rojos que formaban extraños diseños. Esta prenda, según Biart, comenzaba a entrar en desuso entre los Jarochos hacia la década de 1830.

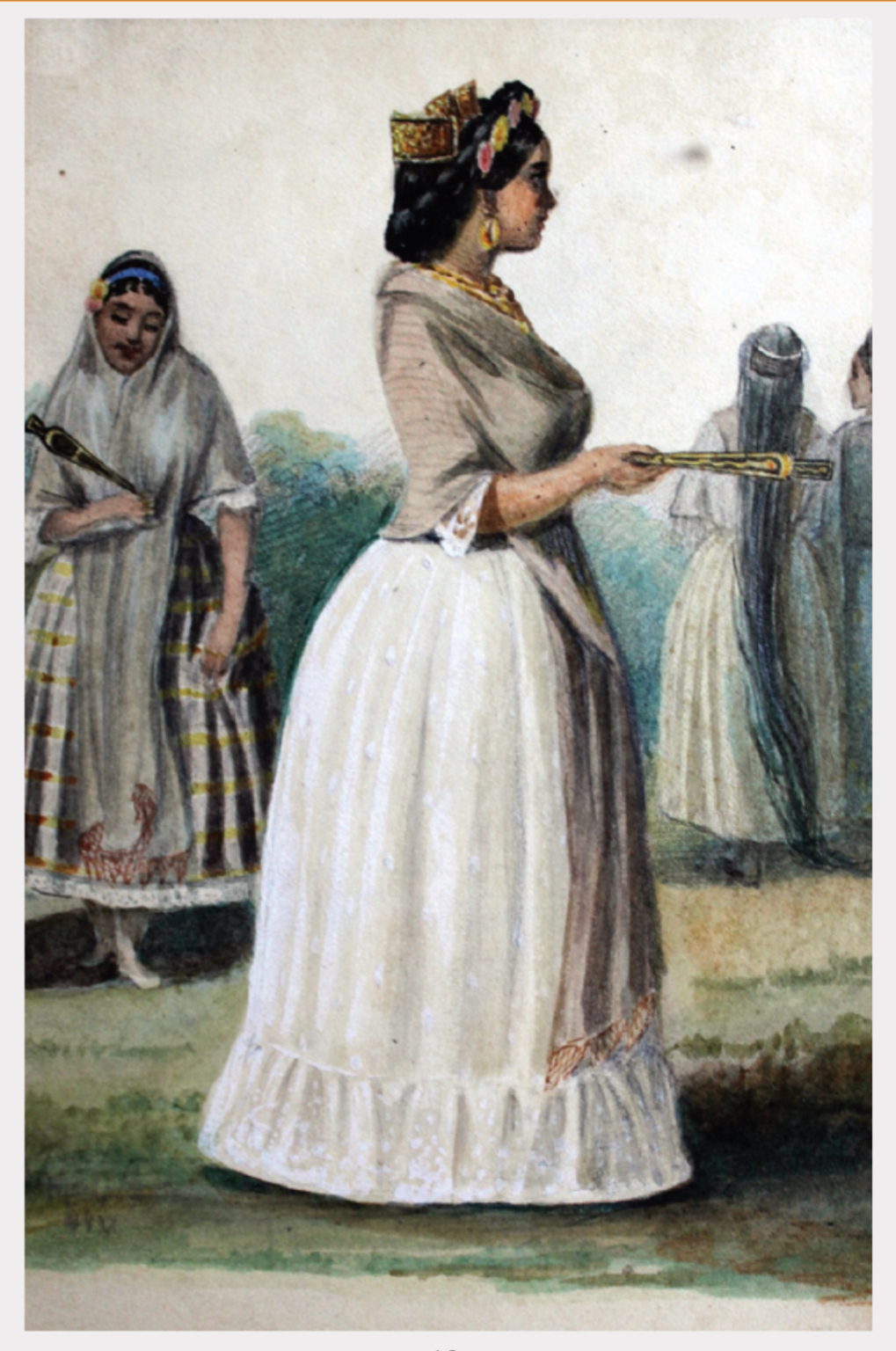
Joven Jarocha (1838)

Entre las mujeres jarochas, Biart menciona que vestían una blusa escotada, enagua, la “peineta nacional” (cachirulo) en la cabeza, zapatos que apenas cubrían las puntas de los pies desnudos y que golpeaban el suelo a cada paso. Refirió que hacia ese entonces (década de 1830) el vestido, las medias, el chal eran importaciones recientes, que aún no eran muy difundidas entre la población; pero que ya preveía que su uso se iba generalizando para establecer una línea de demarcación más clara entre las clases sociales, ya que antiguamente las damas de la clase alta sólo se distinguían de la mujer del pueblo por una mayor riqueza en los tejidos utilizados en el vestido y las medias.
El traje “elegante” de los Jarochos difería un poco del común, ya que por lo regular el que lo usaba vestía botines, y su confección era más costosa. El pintor francés Pharamond Blanchard, refirió que el traje elegante de los Jarochos consistía en: 

“Pantalón blanco de preciosa tela de algodón, abierto desde la mitad del muslo, camisa plisada alrededor del cuerpo, un enorme sombrero de ala ancha de fieltro blanco y botas ricamente bordadas con arabescos de extraordinaria finura: he aquí el traje de la gente elegante del campo. Casi todos van armados con el machete, un sable recto de longitud media, que les sirve para varios fines, además de su defensa personal; es con esta arma que abren un paso en medio de los bosques más espesos.”

 En cuanto al traje de las mujeres Jarochas, Blanchard mencionó que era de mayor sencillez, consistiendo en una blusa muy escotada; una enagua blanca en el borde inferior, y el resto de azul índigo, las piernas y los pies desnudos; cuando viajaban se cubrían la cabeza con un chal o echarpe, que llaman reboso, con dibujos de cuadros azules y blancos, hecho de tela ligera de lana o de algodón.

### El Traje Actual

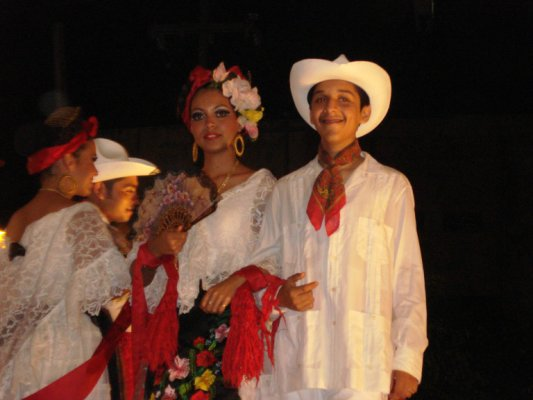
Trajes típicos jarochos.

El traje típico actual de los Jarochos tiene poco o nada que ver con el traje original antiguo, pues hoy en día el término jarocho ya no tiene nada que ver con los vaqueros de Veracruz.
El traje típico de la mujer jarocha hoy en día es considerado 100% criollo, con antecedentes de las vestimentas andaluzas aunque en color blanco en el caso de las mujeres mientras el traje masculino existe una versión que estereotipa al jarocho que es: la guayabera blanca con paliacate rojo al cuello amarrado al frente ajustado con una argolla dorada, pantalón blanco y sombrero de cuatro pedradas; incluso los botines suelen ser blancos. En el caso de las mujeres también existe un estereotipo en el que predomina el color blanco en las prendas, faldas anchas con bordes y encajes, (blusa, falda, enaguas, chalina y zapatos). 
Sin embargo, se sabe, sin que esté probado, que el uso del blanco corresponde más a un atuendo de boda y, a un estereotipo de la vestimenta jarocha popularizada por las películas mexicanas de los años cuarenta y cincuenta, y reforzada por el atuendo de los bailarines del famoso Ballet de Amalia Hernández. De hecho, en la vestimenta diaria, solo algunos habitantes del Sotavento usan las guayaberas y suelen ser de distintos colores, con tendencia a los tonos claros; otro tanto ocurre con las blusas y faldas de las mujeres, quienes sólo usan el cachirulo (especie de peineta) y las flores como adorno del pelo en bailables de exhibición, pero muy escasamente en fiestas y fandangos.
La costumbre masculina del paliacate al cuello tiene su origen en el hábito de proteger del sudor, en ese punto, la camisa o guayabera.

## Baile regional
El baile estereotipado de los jarochos es el zapateado o son jarocho, que se acostumbra en exhibiciones de todo el territorio de Veracruz. Se toca con música de jaranas, requinto, arpa, pandero, quijada de burro, entre otros instrumentos, y se baila sobre una tarima o mesa, zapateando. Algunas danzas son La bamba, El colás, El torito, La bruja, El tilingolingo, El palomo, etc.

## La música
Aunque se acepta comúnmente que los sones jarochos tienen un origen campesino o rural, su irradiación corresponde, básicamente, a las ciudades y, más concretamente, a la ciudad de Veracruz. Para entender esto, hay que tomar en cuenta que cuando el son empieza a tomar "carta de naturalización" como expresión veracruzana (sobre todo a partir de mediados y finales del siglo XVIII y todo el XIX), la ciudad más importante del Estado ya era, precisamente, Veracruz, en la que se conjuntaban todas las manifestaciones artísticas (formales y populares) de la entidad. Si la temática tradicional de la música tiene un origen indudablemente indio y rural (animales, costumbres, paisajes, accidentes geográficos, etc.), lo cierto es que en el son jarocho, como en casi ninguna otra forma musical de México se conjuntan las tres raíces étnicas: la india (por lo dicho), la negra (en los ritmos) y la europea (en los instrumentos y armonías).
Hay sones jarochos originados en los inicios y mediados del siglo XIX que se han popularizado por todo el mundo; entre los más conocidos están: La bamba, El colás, El siquisirí, El Balajú, El aguanieve, El buscapiés, El jarabe loco, El zapateado, El toro zacamandú, Chuchumbé, La petenera, La llorona, La guacamaya, La iguana, La bruja, El palomo y la paloma, entre otros, los cuales siguen interpretándose.
En los últimos años ha surgido una corriente de jóvenes músicos, algunos pocos con formación académica, que han retomado las estructuras del son para recrearlas y dar al son una nueva vitalidad, combinando instrumentos no tradicionales, ritmos afrocaribeños y armonizaciones más complejas. Por lo general, este tipo de música es más para escuchar, por lo que no necesariamente tiene que ser bailado (en los fandangos, por ejemplo). Los sones se dividen, por su tonalidad, en sones en modo menor y modo mayor, y por la forma en que se bailan, en sones de montón y sones de pareja; se bailan también huapangos, aunque estos son más bien originarios de las huastecas, al norte del estado de Veracruz. También son populares los bailes tropicales de origen afrocaribeño, llegando a arraigarse al grado de ser ya tradicional y típico el danzón.
Una de las corrientes culturales pugna por la no comercialización (en su sentido peyorativo) del son jarocho, retomando los fandangos de inspiración campesina y la versada con su mundo ritual, tratando de enraizarlos en lo tradicional. Sin embargo, al no aceptar una natural evolución, esta corriente lleva el riesgo de agotarse por repetición y estereotipo y, finalmente, desaparecer.
Discografía:
http://www.musicajarocha.com/